# Géo André
Géo André (eigentlich Georges Yvan André; * 13. August 1889 in Paris; † 4. Mai 1943 in Bizerta, Tunesien) war ein französischer Leichtathlet, der viermal an Olympischen Spielen teilnahm, und Rugby-Union-Spieler.

## Werdegang
Bei den Olympischen Spielen 1908 in London teilte er sich im Hochsprung mit übersprungenen 1,88 m die Silbermedaille mit Con Leahy und István Somodi, hinter Harry Porter (1,905 m). Im Standhochsprung wurde er Fünfter. 
1912 in Stockholm schied er im Hochsprung, Standhochsprung und Standweitsprung in der Vorrunde aus. Im 110-Meter-Hürdenlauf erreichte er das Halbfinale, im Fünfkampf belegte er den 22. Platz, und im Zehnkampf gab er nach sieben Disziplinen auf.
1913 und 1914 spielte er siebenmal in der Französischen Rugby-Union-Nationalmannschaft.
Bei den Olympischen Spielen 1920 in Antwerpen wurde er Vierter im 400-Meter-Hürdenlauf und erreichte im 400-Meter-Lauf das Halbfinale. In der 4-mal-400-Meter-Staffel gewann er als Teil der französischen Mannschaft Bronze. 
Vier Jahre später legte er bei der Eröffnungsfeier der Olympischen Spiele 1924 in Paris den olympischen Eid ab. Über 400 m Hürden wurde er erneut Vierter.
Im Hochsprung wurde er sechsmal (1907–1909, 1911, 1914, 1919), im Standhochsprung ebenfalls sechsmal (1909, 1911, 1912, 1914, 1919, 1920), im 110-Meter-Hürdenlauf viermal (1908, 1914, 1919, 1922) und im 400-Meter-Hürdenlauf fünfmal (1913, 1914, 1919, 1920, 1922) nationaler Meister.
Französische Rekorde:
- 110 m Hürden
  - 15,8 s, 5. Juli 1908, Saint-Cloud
  - 15,6 s, 13. August 1922, Genf

- 400 m Hürden
  - 57,0 s, 22. Juni 1913, Colombes
  - 57,0 s, 18. Juli 1920, Paris
  - 56,0 s, 1. August 1920, Paris
  - 55,6 s, 29. August 1920, Colombes

- Hochsprung
  - 1,79 m, 20. Mai 1907, Saint-Cloud
  - 1,88 m, 21. Juli 1908, London

Géo André startete bis 1908 für den Verein Stade Français, danach für den Racing Club de France. Sein Sohn Jacques war ebenfalls Leichtathlet und startete bei den Olympischen Sommerspielen 1948 in London im 400-m-Hürdenlauf.
André, der bereits im Ersten Weltkrieg als Jagdflieger teilgenommen hatte, fiel als Freiwilliger am 4. Mai 1943 im Alter von 53 Jahren in Tunesien.